# Fuchsberg (Tuntenhausen)
Der Fuchsberg ist ein 516 m ü. NHN hoher Berg etwa 1,0 km nördlich von Tuntenhausen.

## Topographie
Der Fuchsberg ist eine flache Erhebung im bayerischen Voralpenland nördlich von Tuntenhausen. Wenig nordöstlich befindet sich der gleich hohe Mühlberg. Der Gipfel kann über einen Feldweg erreicht werden. An seiner Südseite befindet sich das Geotop Quartärprofil in der ehemaligen Kiesgrube SW von Hörmating.